# Новое (Лесковский сельсовет, Вологодский район)
Новое — деревня в Вологодском районе Вологодской области.
Входит в состав Лесковского сельского поселения, с точки зрения административно-территориального деления — в Лесковский сельсовет.
Расстояние по автодороге до районного центра Вологды — 19 км, до центра муниципального образования Лесково — 4 км. Ближайшие населённые пункты — Прокунино, Макарово, Кубаево, Шоломово, Назарово, Колкино.
По переписи 2002 года население — 172 человека (83 мужчины, 89 женщин). Преобладающая национальность — русские (92 %).